# Dicer
Dicer蛋白在人體內由DICER1基因編碼，是一種在RNA干擾中扮演着重要角色的RNA酶，屬於III型RNA酶。在RNA誘導沉默複合體（RISC）的激活中，Dicer扮演着核心角色。在RNA干擾過程中，Dicer可以將shRNA（小髮卡RNA）切割、加工爲siRNA（小干擾RNA），將miRNA前體加工爲miRNA（微RNA）。

## 功能

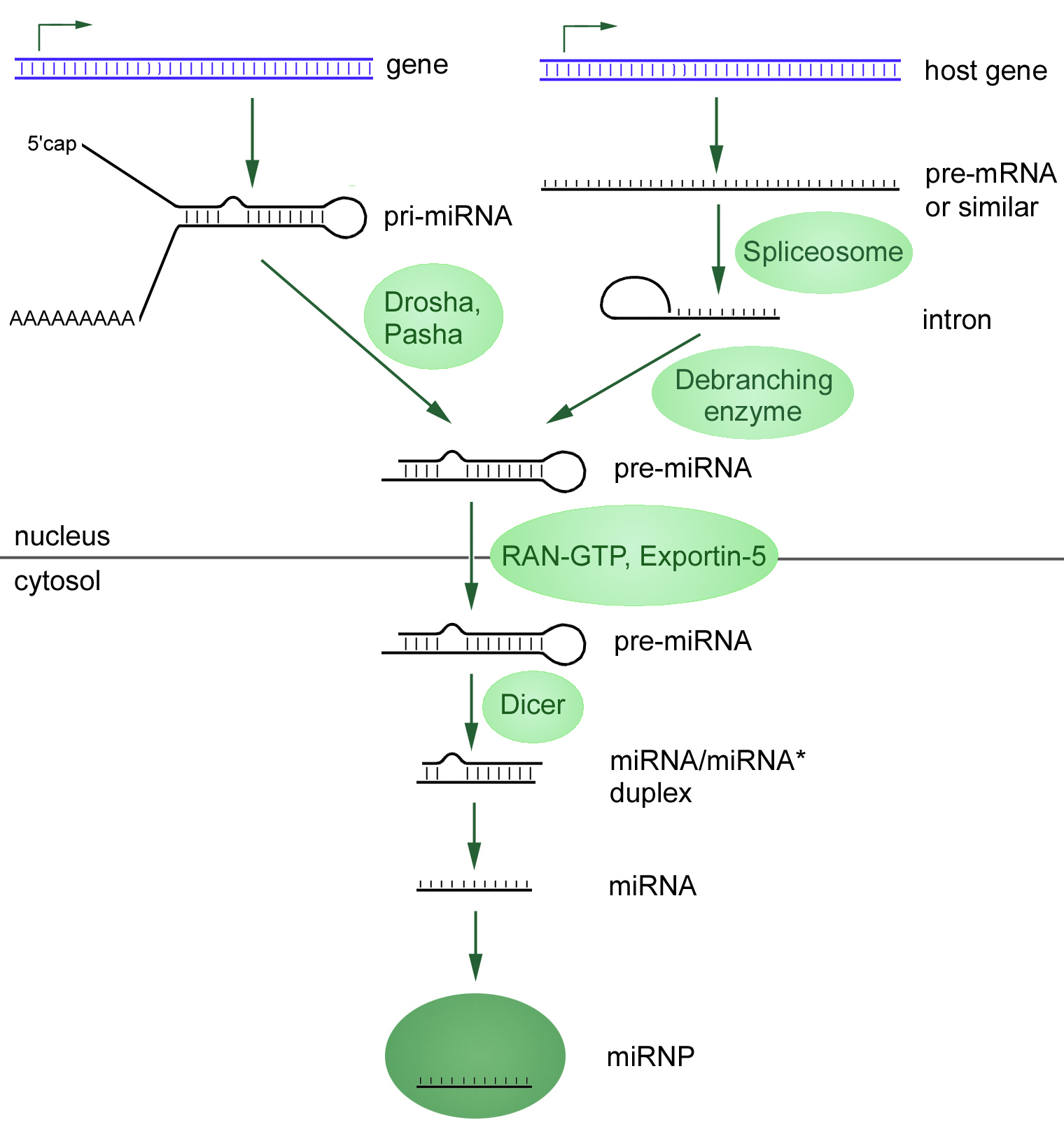
Dicer酶的作用是將shRNA剪切爲siRNA或將miRNA前體剪切爲miRNA

Dicer酶會將轉錄而成的、經Drosha酶初步處理的shRNA（小髮卡RNA）剪切爲siRNA，或將miRNA前體（pre-miRNA）剪切爲miRNA。隨後，siRNA或miRNA會激活RISC的組裝和功能的行使，使RNA干擾得以繼續進行。

## 結構

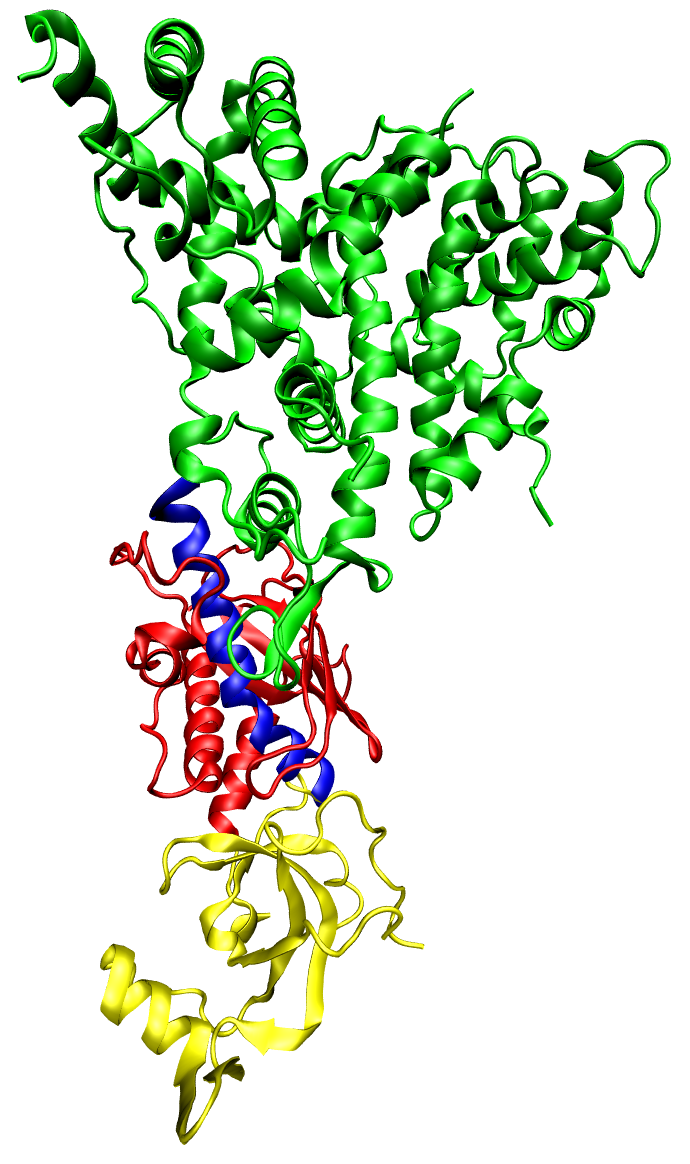
肠贾第鞭毛虫（Giardia intestinalis）體內的Dicer蛋白。III型RNA酶結構域以綠色標出，PAZ以黃色標出，平臺結構域以紅色標出，連接不同結構域的螺旋以藍色標出

人DICER蛋白屬於III型RNA酶，具有解旋酶活性以及PAZ結構域（Piwi/Argonaute/Zwille）。除了上述結構域外，DICER蛋白還有兩個RNaseIII結構域和兩個雙鏈RNA結合結構域（DUF283和dsRBD）。
目前的研究表明PAZ結構域可以和shRNA（小髮卡RNA）3'端兩個凸出的核苷酸結合，III型RNA酶結構域則會在dsRNA周圍形成一個假二聚體，啓動核酸鏈的剪切，使shRNA長度逐漸縮短。PAZ結構域和III型RNA酶結構域之間的距離由連接他們的螺旋結構決定，會影響到產生的miRNA/siRNA長度。Dicer的dsRBD結構域會與shRNA結合，不過目前並未解析出具體的結合位點。推測認爲dsRBD區可能會與一些調節蛋白（比如人體內的TRBP，果蠅體內的R2D2、Loqs）結合形成複合體，調控RNA酶活性，進而調節終產物的產生。有推測認爲解旋酶結構域會參與對長底物的處理